# Paraziții
I Paraziții (in rumeno "I parassiti", pronuncia paraˈzit͡sij) sono un gruppo musicale rap rumeno fondato nel 1994.

## Formazione

### Formazione attuale
- Cheloo (Cătălin Ştefan Ion) – (1994-presente)
- Ombladon (Bogdan Ionuț Pastaca) – (1994-presente)
- FreakaDaDisk o Freaka o FDD (Petre Urda; ex-"Morometzii") – (1999-presente)

### Ex componenti
- DJ IES – (1994-1999)

## Discografia

### Album in studio
- 1995 - Poezii pentru pereți
- 1996 - Nimic normal
- 1997 - Suta
- 1999 - Nici o problemă
- 2000 - Iartă-mă
- 2001 - Shoot Yourself / Împușcă-te
- 2001 - Categoria grea
- 2002 - Irefutabil
- 2005 - Confort 3
- 2007 - Slalom printre cretini
- 2010 - Tot ce e bun tre să dispară
- 2016 - Lovitură de pedeapsă
- 2019 - Arma secretă

### Raccolte
- 2004 - Primii 10 ani vol. 1
- 2004 - Primii 10 ani vol. 2